# Kaylee DeFer
Kaylee DeFer (Tucson, 23 september 1986) is een Amerikaanse actrice.

## Biografie
Op haar achtste begon DeFer te acteren in musicals, waar ze onder meer de hoofdrol Kim in Bye Bye Birdie speelde. In 2003 verhuisde ze naar Los Angeles om een acteercarrière te beginnen. Ze speelde in verschillende afleveringen van televisieseries en had van 2005 tot en met 2007 een vaste rol in The War at Home. Verder had ze rollen in de films Underclassman uit 2005 en Flicka uit 2006. Van 2011 tot en met 2012 speelde DeFer in de televisieserie Gossip Girl.

## Filmografie
- International Standard Name Identifier: 0000 0000 4654 4864
- Library of Congress Control Number: no2008004152
- Virtual International Authority File: 44095452
- WorldCat: E39PBJghhQRqhJWXCVFbKdMXVC